# 社会民主党团
社会民主党团（瑞典語：Socialdemokratiska gruppen）是北欧理事会中的一个社会民主主义党团。该党团的成员来自所有北欧国家和地区。该党团的主要目标是实现可持续发展、应对气候变化、减少不平等和建立健全的社会福利体系。该党团强烈反对国有资产私有化。目前，该党团是北欧理事会中最大的党团。

## 成员
- 奥兰 奥兰社会民主党
- 丹麦 社会民主党
- 法罗群岛 社会民主党
- 芬兰 芬兰社会民主党
- 格陵兰 前进
- 冰島 联盟－冰岛社会民主党
- 挪威 工党
- 瑞典 瑞典社会民主工人党